# Anemia nervosa
Anemia nervosa là một loài dương xỉ trong họ Anemiaceae. Loài này được Pohl, Sturm mô tả khoa học đầu tiên năm 1859.